# Baix Penedès

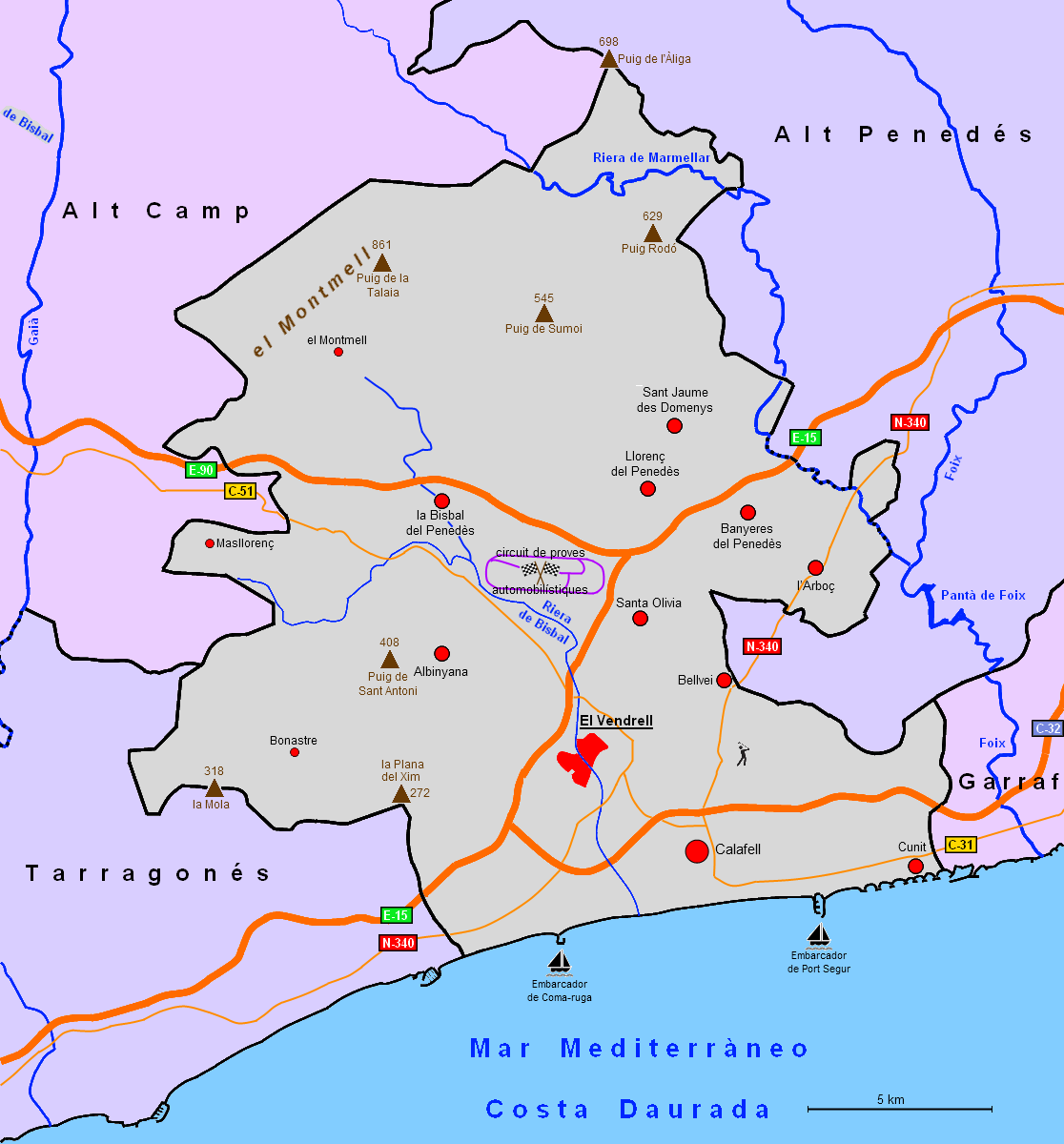
Karte der Comarca Baix Penedès

Der Baix Penedès ist eine Comarca (Verwaltungseinheit) in der Provinz Tarragona der Autonomen Gemeinschaft Katalonien (Spanien). Der Gemeindeverband hat eine Fläche von 295,67 km² und 112.460 Einwohner (2022).

## Lage
Der Gemeindeverband liegt im südlichen Teil Kataloniens, zwischen Barcelona und Tarragona, er grenzt im Westen an die Comarca Tarragonès, im  Nordwesten an Alt Camp im Osten an Alt Penedès und Garraf und im Süden an die 13 km lange Küste des Mittelmeers. Zusammen mit den Comarcas Alt Camp, Baix Camp, Conca de Barberà, Priorat und Tarragonès bildet die Region das Territorium Camp de Tarragona.
Baix Penedès liegt im südwestlichen Teil einer Senke, der Ebene des Penedès, die im Westen an ein Gebiet mit Höhenzügen grenzt. Im Nordwesten liegen die Berge der Serra del Montmell.

## Wirtschaft
Im Innenland lebt die Bevölkerung hauptsächlich von der Agrarwirtschaft und dem Dienstleistungsgewerbe. Für den Tourismus sind der Safaripark Rioleón, bei Albinyana, und die Mittelmeerküste mit den langen Stränden von großer Bedeutung.

## Verkehr
Mehrere Autobahnen verlaufen durch den Gemeindeverband. Die E-90 von Martorell nach Lleida, die E-15 Girona–Valencia und die C-22 von El Vendrell, der Küste entlang nach Barcelona. Zwei S-Bahn-Linien (C2 und C4 der Rodalies) verbinden die Region mit Barcelona. Der Flughafen Barcelona (zirka 50 km) und der Flughafen Reus (zirka 35 km) sind gut zu erreichen.

## Gemeinden
| Gemeinde                | Einwohner (2024) | Fläche km² | Dichte Einw./km² | Cod INE | Postleitzahl |
| ----------------------- | ---------------- | ---------- | ---------------- | ------- | ------------ |
| Albinyana               | 2.677            | 19,57      | 137              | 43002   | 43716, 43718 |
| L’Arboç                 | 5.758            | 14,21      | 405              | 43016   | 43720        |
| Banyeres del Penedès    | 3.347            | 12,17      | 275              | 43020   | 43711        |
| Bellvei                 | 2.417            | 8,26       | 293              | 43024   | 43719        |
| La Bisbal del Penedès   | 4.168            | 32,71      | 127              | 43028   | 43717        |
| Bonastre                | 760              | 25,00      | 30               | 43030   | 43884        |
| Calafell                | 31.828           | 20,18      | 1.577            | 43037   | 43820, 43882 |
| Cunit                   | 15.804           | 9,65       | 1.638            | 43051   | 43881        |
| Llorenç del Penedès     | 2.431            | 5,89       | 413              | 43074   | 43712        |
| Masllorenç              | 573              | 6,49       | 88               | 43079   | 43718        |
| El Montmell             | 1.917            | 72,33      | 27               | 43090   | 43718        |
| Sant Jaume dels Domenys | 2.803            | 23,25      | 121              | 43137   | 43713        |
| Santa Oliva             | 3.672            | 9,46       | 388              | 43140   | 43710        |
| El Vendrell             | 40.440           | 36,50      | 1.108            | 43163   | 43700        |
| Comarca Baix Penedès    | 118.595          | 295,67     | 401              | –       | –            |